# تهوية متقاطعة

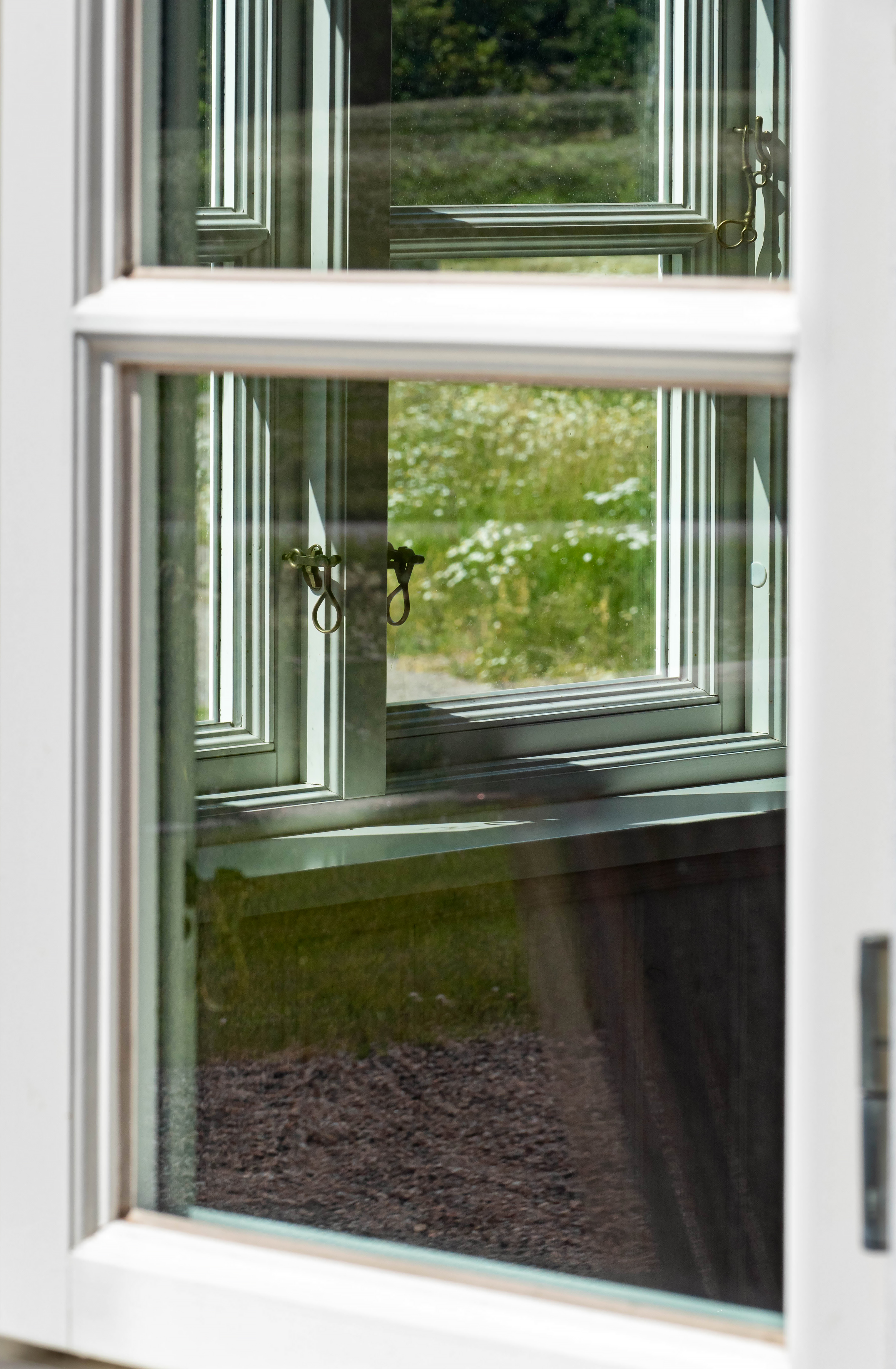
تعمل النوافذ المتقاطعة عندما تكون نافذتان متقابلتين مع بعضهما البعض.

التهوية المتقاطعة هي ظاهرة طبيعية حيث تدخل الرياح إلى فتحة، مثل النافذة، وتتدفق مباشرة عبر المساحة، وتخرج من خلال فتحة على الجانب الآخر من المبنى (حيث يكون ضغط الهواء أقل). يؤدي هذا إلى إنتاج تيار بارد من الهواء وتيار عبر الغرفة من المنطقة المكشوفة إلى المنطقة المحمية.
تعتمد التهوية المتقاطعة على الرياح وبالتالي لا تتطلب أي مدخلات للطاقة، بالإضافة إلى كونها الطريقة الأكثر فعالية للتهوية بالرياح. التهوية المتبادلة هي تقنية شائعة الاستخدام لإزالة الملوثات والحرارة في البيئة الداخلية، ويمكنها أيضًا تقليل الحاجة إلى تكييف الهواء أو حتى التخلص منها، ويمكنها تحسين جودة الهواء الداخلي. تشمل المصطلحات الأخرى المستخدمة لوصف هذا التأثير النسيم المتقاطع، والتهوية المتقاطعة، وتهوية تأثير الرياح، وتهوية التدفق المتقاطع .

## العملية
تحدث هذه الظاهرة عندما تُوضع فتحات في البيئة (بما في ذلك المركبات) أو المبنى (المنازل والمصانع والحظائر وما إلى ذلك) على جدران متقابلة أو متجاورة، مما يسمح بدخول الهواء وخروجه، وبالتالي خلق تيار من الهواء عبر البيئة الداخلية. تسمح النوافذ أو فتحات التهوية الموضوعة على جانبي الغرفة للنسائم السلبية بالمرور عبر الهيكل، مما يؤدي إلى تدوير الهواء وتوفير التبريد السلبي.
هناك أيضًا فرق في الضغط بين الجانبين المتقابلين للمنشأة. ينشأ هذا التأثير في الغالب عن طريق الرياح، حيث يسحب الهواء إلى داخل المبنى من الجزء المواجه للريح [الإنجليزية] ذي الضغط العالي ويُدفع للخارج من الجانب المواجه للريح ذي الضغط المنخفض (بسبب فرق الضغط بين الفتحات). يؤدي تأثير الرياح على المبنى إلى إنشاء مناطق ذات ضغط إيجابي على منطقة المبنى المواجهة للريح وضغط سلبي على جانب المبنى المواجه للريح. وبالتالي، فإن شكل المبنى وأنماط الرياح المحلية لها أهمية بالغة في إحداث ضغوط الرياح التي تجبر تدفق الهواء عبر فتحاته.
إذا فُتحت النوافذ على جانبي المباني، فإن الضغط فوق العالي [الإنجليزية] على الجانب المواجه للرياح، و/أو الضغط المنخفض على الجانب المحمي المجاور، سيؤدي إلى تيار من الهواء عبر الغرفة من الجانب غير المكشوف نحو الجانب المحمي. إذا كانت هناك نوافذ على جانبي المبنى، فإن التهوية المتقاطعة مناسبة عندما يصل عرض الغرفة إلى خمسة أضعاف ارتفاع الأرضية إلى السقف. إذا كانت الفتحات على جانب واحد فقط، فإن التهوية التي تعمل بالرياح تكون أكثر ملاءمة للهياكل حيث يكون العرض حوالي 2.5 مرة ارتفاع الأرضية إلى السقف.

## العوامل
تعتمد التهوية المتقاطعة على العديد من العوامل، مثل إحكام المنشأة، واتجاه الرياح ومدى توفر الرياح، وانتقالها المحتمل عبر المداخن وفتحات التهوية والفتحات الأخرى في المنزل. يمكن تركيب نوافذ مُؤطَّرة [الإنجليزية] لتحسين حركة النسائم المتقاطعة. قد تؤثر جودة الهواء أيضًا على التهوية المتبادلة.
على الرغم من أن التهوية المتقاطعة تكون أكثر مباشرة في عملها من التهوية الداخلية، إلا أن عيوبها تشمل تأثيراتها غير المنتجة في الأيام الحارة والهادئة، عندما تكون ضرورية للغاية. علاوة على ذلك، فإن التهوية المتقاطعة مناسبة عمومًا للمباني الضيقة فقط. كما أن الارتفاع المتباين للفتحات (الجدران، عتبة النافذة، الألواح أو الأثاث) التي تُرتَّب حسب المساحة تؤثر بشكل مباشر على مستوى وسرعة التهوية.

### الفعالية
تعمل التهوية المتقاطعة بشكل جيد في المناخات ذات الدرجات الأكثر حرارة، حيث يسمح النظام بالتغييرات المستمرة للهواء داخل المبنى، وتجديده وخفض درجة الحرارة داخل الهيكل، وأيضًا عندما لا تُفتح النافذة على الجانب المواجه للريح من المبنى بقدر النافذة الموجودة على الجانب المواجه للريح. إن التهوية لن تكون فعالة إذا كانت المسافة بين النوافذ أكثر من 12 مترًا وإذا كانت النافذة خلف باب يُغلَق بانتظام.
ستعمل النافذة المفتوحة التي تواجه الرياح السائدة والمتصلة بنافذة أخرى على الجانب المقابل للمبنى على توفير تهوية طبيعية للهواء النقي. ستعمل التهوية المتقاطعة اللائقة والفعالة على إزالة الحرارة من الداخل والحفاظ على درجات حرارة الهواء الداخلي أعلى من درجات حرارة الهواء الخارجي بحوالي 1.5 درجة مئوية (2.7 درجة فهرنهايت)، مما يضمن تدفقًا جويًّا [الإنجليزية] ثابتًا للهواء النقي داخل المبنى وخارجه.
بالإضافة إلى النوافذ، يمكن للفتحات الأخرى مثل مظلات الشمس [الإنجليزية] والأبواب والفتحات أو شبكات التهوية والقنوات أن تعمل أيضًا فتحات تهوية فعالة، على الرغم من أن نافذة المظلة توفر أقل قدر من الفعالية. تعتبر الرياح المحيطة بالهياكل المبنية مهمة عندما يتعلق الأمر بتقييم جودة الهواء والراحة الحرارية في الداخل حيث يعتمد كل من الهواء وتبادل الحرارة بشكل كبير على ضغط الرياح على الجزء الخارجي من المبنى . للحصول على أفضل تدفق للهواء، لا ينبغي فتح النوافذ المواجهة للريح في المساحة المشغولة بقدر فتح النوافذ الموجودة على الجانب المواجه للريح.
تشمل عيوب التهوية التي تعمل بالرياح سرعات واتجاهات الرياح المتقلبة (والتي قد تخلق تيارًا قويًا غير سار)، والهواء الملوث كالغبار من الخارج والذي قد يشوه جودة الهواء الداخلي. علاوة على ذلك، لا يُنصح باستخدام التهوية المتقاطعة للوقاية من الأمراض فقد ينقل الهواء عن طريق التهوية المتقاطعة من منطقة غير نظيفة إلى منطقة نظيفة.

## الأنواع

في مصيدة الرياح، تُدفَع الرياح إلى الأسفل على الجانب المواجه للريح وتخرج على الجانب المواجه للريح ، باستخدام تأثير المكدس.

هناك أربعة أنواع مختلفة من التهوية المتقاطعة:
- التهوية أحادية الجانب : تعتمد هذه الطريقة على تباين الضغط بين الفتحات المختلفة داخل المساحة المشغولة. بالنسبة للغرف التي تحتوي على فتحة واحدة فقط، يتم دفع التهوية عن طريق الاضطرابات، مما يخلق نشاط ضخ على تلك الفتحة الوحيدة، مما يتسبب في تدفقات داخلية وخارجية صغيرة. التهوية من جانب واحد لها تأثير ضعيف. من الأفضل استخدام هذه الطريقة عندما لا يكون من الممكن تحقيق التهوية المتقاطعة، حيث يتم استخدام النوافذ أو فتحات التهوية على الجانب الآخر من المساحة للتحكم في ضغط الهواء.
- التهوية المتقاطعة (المساحات الفردية) : كونها غير معقدة وفعالة، فإن هذا النوع من التهوية عبارة عن عملية أفقية يتم تشغيلها بواسطة اختلافات الضغط بين الجانبين المواجه للريح والمواجه للريح للبيئة الداخلية المشغولة. يتم توفير التهوية هنا عمومًا باستخدام النوافذ والفتحات على جانبي المبنى حيث يعمل الاختلاف في الضغط على سحب الهواء إلى الداخل والخارج.
- التهوية المتقاطعة (المساحات ذات الضفتين) : تتضمن هذه الطريقة غرفًا ذات ضفتين، وتتميز بفتحات في هيكل الممر . تسمح الفتحات بمرور الضوضاء بين المساحات. ويمكنه توفير معدل تبادل هواء أعلى بكثير مقارنة بالتهوية أحادية الجانب.
- تهوية داخلية: هذه التهوية هي عملية رأسية وتفيد المباني العالية ذات الأتريومات المركزية. فهو يقوم بسحب الهواء البارد إلى مستوى أقل، حيث يرتفع الهواء بعد ذلك بسبب التعرض للحرارة قبل أن يتم تهويته إلى مستوى أعلى. الفوائد من تقسيم درجة الحرارة ونوعية الضغط المرتبطة بها في الهواء، حيث يفقد الهواء الدافئ كثافته عندما يرتفع ويحل محله الهواء البارد.

## المعادلة
بالنسبة لحجم بسيط بفتحتين، يمكن حساب معدل تدفق الرياح المتقاطعة باستخدام المعادلة التالية:
{\displaystyle Q=U_{\textrm {wind}}{\sqrt {\frac {C_{\textrm {p1}}-C_{\textrm {p2}}}{1/\left(A_{\textrm {1}}^{2}C_{\textrm {1}}^{2}\right)+1/\left(A_{\textrm {2}}^{2}C_{\textrm {2}}^{2}\right)}}}\qquad {}\left(1\right)}
حيث{\displaystyle U_{\textrm {wind}}} هي سرعة الرياح في المجال البعيد؛ {\displaystyle C_{\textrm {p1}}} هو معامل سحب الضغط المحلي للمبنى، والذي يتم تحديده في موقع الفتحة العلوية؛ {\displaystyle C_{\textrm {p2}}} هو معامل سحب الضغط المحلي للمبنى، والذي يتم تحديده في موقع الفتحة الواقعة في اتجاه مجرى النهر؛ {\displaystyle A_{\textrm {1}}} هي مساحة المقطع العرضي للفتحة العلوية؛ {\displaystyle A_{\textrm {2}}} هي مساحة المقطع العرضي للفتحة الواقعة في اتجاه مجرى النهر؛ {\displaystyle C_{\textrm {1}}} هو معامل التفريغ للفتحة العلوية؛ و {\displaystyle C_{\textrm {2}}} هو معامل التفريغ للفتحة السفلية.
بالنسبة للغرف ذات الفتحة الواحدة، يكون حساب معدل التهوية أكثر تعقيدًا من التهوية المتقاطعة بسبب التدفق ثنائي الاتجاه والتأثير المضطرب القوي. يمكن التنبؤ بمعدل التهوية للتهوية أحادية الجانب بدقة من خلال الجمع بين نماذج مختلفة للتدفق المتوسط والتدفق النابض واختراق الدوامة. يتم تحديد متوسط معدل التدفق للتهوية أحادية الجانب من خلال:
{\displaystyle {\bar {Q}}={\frac {C_{d}\;l\;{\sqrt {Cp}}\;\int \limits _{z_{0}}^{h}{\sqrt {-{\frac {2\;\Delta \;P(z)}{\rho }}}}\,\mathrm {d} z}{z_{ref}^{1/7}}}\;{\bar {U}}}
حيث:
l = عرض النافذة؛
ح = ارتفاع الحافة العلوية للنافذة؛
z 0 = ارتفاع المستوى العصبي (حيث يتوازن الضغط الداخلي والخارجي)؛
z ref = الارتفاع المرجعي حيث يتم قياس سرعة الرياح (عند 10 م) و
{\displaystyle {\bar {U}}} = متوسط سرعة الرياح عند الارتفاع المرجعي.
كما هو موضح في المعادلة (1)، فإن تبادل الهواء يعتمد خطيًا على سرعة الرياح في المكان الحضري الذي سيتم فيه بناء المشروع المعماري. تُستخدم عادةً أدوات CFD (ديناميكيات الموائع الحسابية) والنمذجة المناطقية لتصميم المباني ذات التهوية الطبيعية. يمكن أن تساعد الملاقف في التهوية التي تحركها الرياح عن طريق توجيه الهواء داخل وخارج الهياكل.

## طالع أيضًا
- ملاقق
- التبريد السلبي
- التهوية السلبية
- توزيع هواء الغرفة [الإنجليزية]
- الراحة الحرارية
- تأثير المكدس